# 保加利亚伊斯兰教
保加利亚伊斯兰教，是保加利亚第二大宗教，僅次于東正教。根据2017年统计，保加利亚穆斯林人口佔人口15%。多数穆斯林是吉卜赛人、土耳其人与保加利亚人。他们多数分布于東北部。

## 穆斯林民族分类
在2001年，穆斯林民族分四种，人口最多是土耳其人，713,024人。第二多是保加利亚人，131531人，第三是羅姆人，103,436。其他的少数有21,000。多数保加利亚穆斯林是遜尼派，他们多数是奥斯曼帝国十五世纪时来到保加利亚。也有什叶派，80000人左右。主要分布于拉兹格勒、斯利文、锡利斯特拉。最大清真寺1744年建在舒门。

## 历史
伊斯兰教与宣教士在九世紀时最初出现在保加利亚，西美昂一世时代有一些钦察人来到巴尔干，有人说他们是穆斯林。13世纪时有塞尔柱人来到多瑙河，是穆斯林最初定居保加利亚的开始。1362年奥斯曼帝国攻下埃迪爾內。之后保加利亚一直伊斯兰化至1878年。土耳其帝国时代有2356个清真寺、174个苏非派哈納卡道堂、142座经学院、400幅宗教用地。现在保加利亚有1458个清真寺。
但穆斯林曾在共党时代被迫害，要他们改斯拉夫姓名与齋月不能封斎，90年代后才解禁。